# Lijst van Heerenveners
Deze lijst van Heerenveners geeft een overzicht van bekende personen die in de Nederlandse plaats Heerenveen zijn geboren of hebben gewoond.

## Geboren in Heerenveen
- Willem van Haren (1655-1728), grietman
- Martinus van Scheltinga (1666-1742), grietman
- Tjeerd Annes Keikes (1804-1886), zilversmid
- Anne Atjes Overdiep (1820-1852), violist
- Adam Klazes Bijlsma (1843-1915), burgemeester van Warffum
- Cornelis Sleeswijk (1871-1960), ondernemer
- L. de Rooy van Heerlen (1875-1942), schrijver
- Dirk Anton George Bruggeman (1888-1945), natuurkundige
- Albert Gillis von Baumhauer (1891-1939), luchtvaartpionier
- Eelco van Kleffens (1894-1983), politicus
- Max Prinsen (1899-1971), politicus
- Marten van der Wal (1912-1987), beeldhouwer
- Jan Lenstra (1919-2010), voetballer
- Abe Lenstra (1920-1985), voetbalinternational
- Thijs van Veen (1920-2006), journalist en rechtsgeleerde
- Wim Duisenberg (1935-2005), econoom, politicus en bankier
- Rein Zwart (1936-2022), sportbestuurder
- Peter Visser (1939), pianist en componist
- Heinze Bakker (1942-2021), sportverslaggever
- Sikke Doele (1942-2002), auteur
- Sies Bleeker (1941-2014), beeldend kunstenaar
- Gretta Duisenberg (1942), politiek activiste
- Henk ten Hoeve (1946), politicus
- Guus Joustra (1947), voetballer
- Bennie Huisman (1947), zanger
- Matthijs Kuiper (1951), schaatser
- Jacques Tichelaar (1953), politicus
- Margriet Zegers (1954), hockeyinternational
- Marga Wiegman (1957), atlete
- Franke Sloothaak (1958), springruiter
- Herman van Dijk (1959), voetbalscheidsrechter
- Jacob de Haan (1959), componist
- Eric Hoekstra (1960), taalkundige, auteur
- Lida Dijkstra (1961), schrijver
- Onno Meijer (1960), acteur en kunstschaatser
- Renata Voss (1963), ambtenaar en bestuurder
- Peter de Vries (1967), schaatser
- Anne Jan Portijk (1968), schaatser
- Andrea van Langen (1968), politica
- Nico-Jan Hoogma (1968), voetballer en bestuurder
- Falko Zandstra (1971), schaatser, zelfstandig ondernemer
- Rinne Oost (1974), wielrenner
- Renske Vellinga (1974-1994), schaatsster
- Johnny Jansen (1975), voetbaltrainer
- Marjan de Jong (1975), korfbalster
- Arina Schingenga (1978), schaatser
- Tineke Postma (1978), saxofonist en componist
- Pieter-Jan Postma (1982), zeiler
- Menno van Dam (1983), voetbaltrainer
- Romke de Jong (1984), politicus
- Maud Dolsma (1984), actrice en politica
- Jan Huitema (1984), politicus
- Sven Kramer (1986), schaatser
- Sjoerd den Daas (1986), journalist
- Anke de Jong (1987), journalist
- Antal van der Duim (1987), tennisser
- Sytske van Koeveringe (1988), schrijfster en beeldend kunstenaar
- André Zwart (1988), korfballer
- Thijsje Oenema (1988), schaatsster
- Geert Arend Roorda (1988), voetballer
- Jesper Hospes (1988), schaatser
- Egbert Modderman (1989), kunstschilder
- Rianne de Vries (1990), shorttrackster
- Janine Smit (1991), schaatsster
- Doke Schmidt (1992), voetballer
- Lars Scheenstra (1993), schaatser
- Andries Noppert (1994), voetballer
- Marloes Frieswijk (1996), korfbalster
- Aafke Soet (1997), wielrenster en shorttrackster
- Arjen van der Heide (2001), voetballer
- Ran Faber (2002), korfballer
- Danisha Theocharis (2005), voetbalster
- Jip Kappetein (2006), voetballer
- Bernice Thurkow (2006), voetbalster

## Voormalige inwoner
- Francijntje de Boer (1784-1852), schrijfster
- Johan Bleeker (1906-1997), verzetsstrijder